# Säässaare
Koordinaten: 58° 9′ N, 27° 11′ O
Säässaare ist ein Dorf (estnisch küla) im Südosten Estlands. Es gehört zur Gemeinde Põlva (bis 2017 Mooste) im Kreis Põlva.
Das Dorf hat sechzig Einwohner (Stand 1. Januar 2017).